# Vama Buzăului
Vama Buzăului – wieś w Rumunii, w okręgu Braszów, w gminie Vama Buzăului. W 2011 roku liczyła 1397 mieszkańców.